# Milindapanha

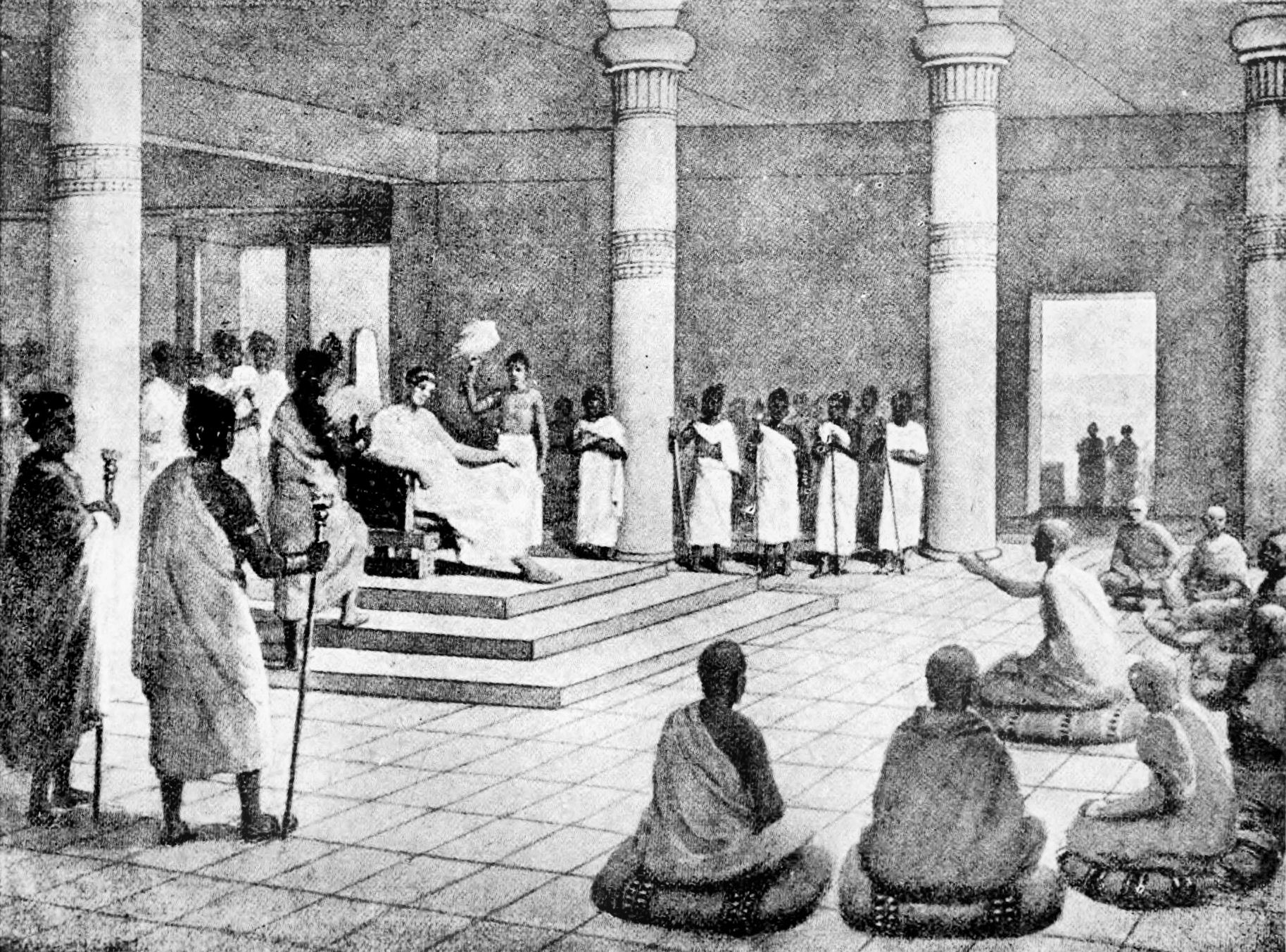
König Milinda stellt seine Fragen.

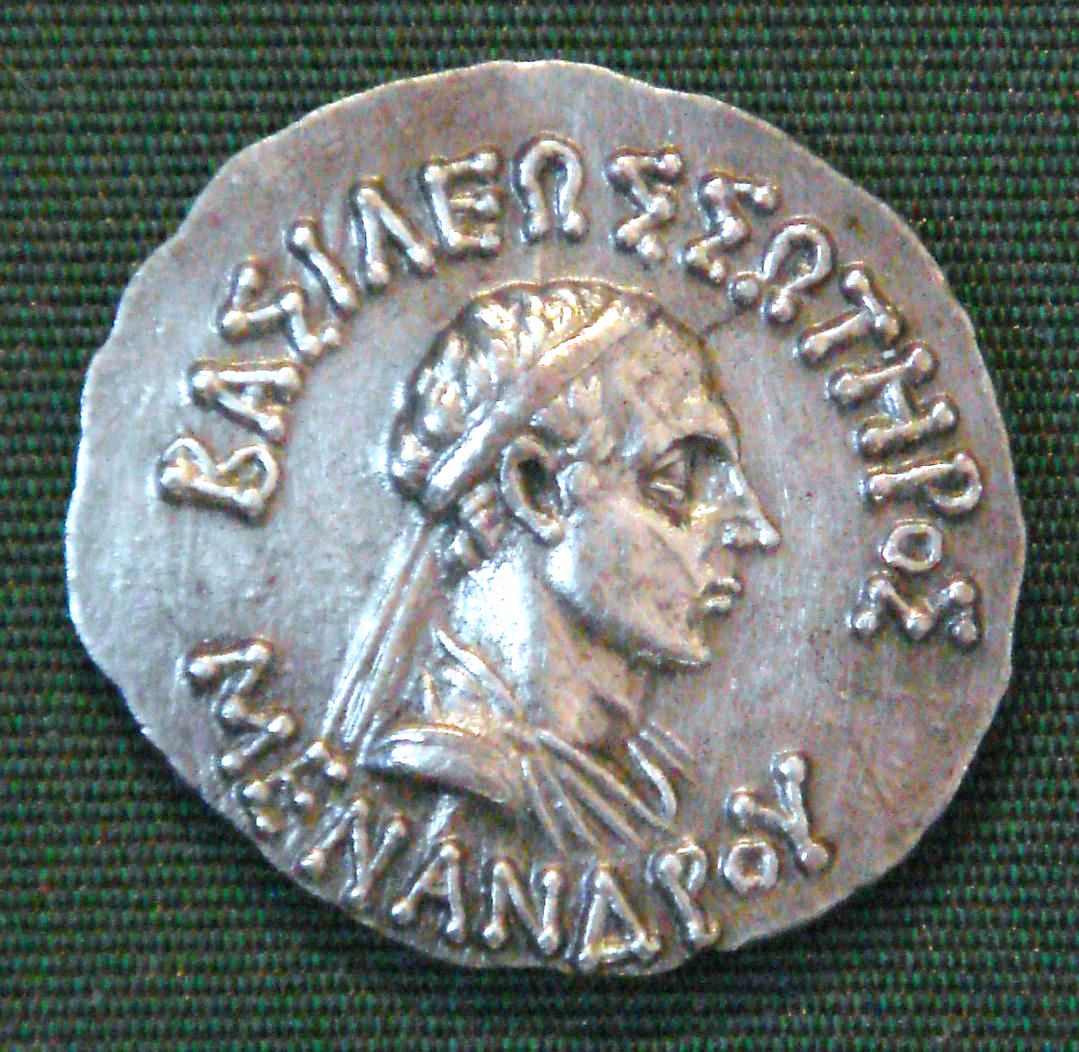
Münze des Menandros (Milinda)

Die Milindapanha (Pali, m. pl., Milindapañhā, Die Fragen des Milinda) ist ein der buddhistischen Schule des Theravada zugeordneter Pali-Text aus dem 4.–5. Jahrhundert n. Chr. Das weitgehend in Dialogform gehaltene Werk handelt von einer Reihe philosophischer Gespräche zwischen dem indo-griechischen König Menander und einem buddhistischen Mönch namens Nagasena.
In diesen Gesprächen richtet der König  eine Reihe von Fragen an den Mönch, die buddhistische Lehrinhalte wie Nirwana, Karma und Wiedergeburt, Erwachen und die Existenz eines Selbst betreffen. Diese Fragen werden von Nagasena in einer mit zahlreichen bildhaften Beispielen ausgeschmückten Form beantwortet.

## Geschichte
In der buddhistischen Tradition wird die Milindapanha als die Überlieferung eines historischen Treffens zwischen Milinda und Nagasena angesehen, das möglicherweise im 2. Jahrhundert v. Chr. im heutigen Nordindien stattgefunden hat.
Die Urfassung dieses Gesprächs ist uns heute nicht mehr erhalten. Es wird jedoch angenommen, dass der Text in einem nordindischen Prakrit, wahrscheinlich Gandhari, verfasst wurde. Die von einigen Indologen vertretene Ansicht, der Urtext könnte auf Griechisch verfasst worden sein, ist dagegen umstritten.
Ausgehend von diesem Urtext sind im 3. und 4. Jahrhundert n. Chr. chinesische Übersetzungen angefertigt worden, von denen heute lediglich die Version aus dem 4. Jahrhundert mit dem Titel Nagasenabhikshusutra (chinesisch 那先比丘經, Pinyin Nàxiānbǐqiūjīng – „Sutra vom Mönch Nagasena“) erhalten ist.
Spätestens aus dem 5. Jahrhundert stammt die heute erhaltene Pali-Version mit dem Titel Milindapanha, die im Vergleich zur chinesischen Fassung zahlreiche Varianten und Einschübe enthält.

## Übersetzung
- Nyanaponika (Hrsg.), Nyanatiloka (Übersetzer): Milindapanha: Ein historisches Gipfeltreffen im religiösen Weltgespräch. Verlag O.W. Barth, 1998, ISBN 3-502-61011-8.
- Questions of King Milinda, übersetzt von T. W. Rhys Davids (= Sacred Books of the East, volumes XXXV & XXXVI), Clarendon/Oxford, 1890–94; reprinted by Motilal Banarsidass, Delhi Vol.1, Vol.2